# Comuna Ojîhivți, Volociîsk
Ojîhivți (în ucraineană Ожигівці) este o comună în raionul Volociîsk, regiunea Hmelnîțkîi, Ucraina, formată din satele Ojîhivți (reședința), Petrivșciîna, Petrivske, Sobolivka, Vilșanî și Vocikivți.

## Demografie
Componența lingvistică a comunei Ojîhivți
     Ucraineană (98,13%)
     Rusă (1,57%)
     Alte limbi (0,2%)
Conform recensământului din 2001, majoritatea populației comunei Ojîhivți era vorbitoare de ucraineană (98,13%), existând în minoritate și vorbitori de rusă (1,57%).